# پل آرتس
پل آرتس (انگلیسی: Paul Arets) ژیمناستیک هنری اهل بلژیک بود.
از افتخارات وی میتوان به کسب مدال برنز تیمی سیستم سوئدی مردان در بازی‌های المپیک تابستانی ۱۹۲۰ اشاره‌کرد.